# Panizal
Panizal es una entidad de población española del municipio de Grado, perteneciente a la comunidad autónoma del Principado de Asturias.

## Historia
A mediados del siglo XIX, el lugar, ya por entonces perteneciente a la parroquia de Rañeces y al ayuntamiento de Grado, tenía contabilizada una población de 42 habitantes. Aparece descrito en el decimosegundo volumen del Diccionario geográfico-estadístico-histórico de España y sus posesiones de Ultramar de Pascual Madoz de la siguiente manera:

PANIZAL: l. en la prov. de Oviedo, ayunt. de Grado y falig. de S. Cosme y San Damián de Rañeces. sit. en una altura conocida con el mismo nombre entre los 2 r. Cubia y Menende que confluyen á sus faldas, y unida á la ladera septentrional de la Melendrera; se halla colocado al S., con aguas vertientes al r. Menende, dando vista al l. de Rañeces y á la Giraba, terreno calizo y poco fértil. prod.: maiz, escanda, habas, patatas y otros frutos. pobl.: 12 vec., 42 habitantes.
(Madoz, 1849, p. 672)

En 2023, la entidad singular de población de Panizal tenía empadronados 21 habitantes.